# 제54회 카를로비바리 국제 영화제
제54회 카를로비바리 국제 영화제는 2019년 6월 28일에 열린 시상식이다.

## 수상 및 후보

### 대상(장편)
- 더 파더 - 크리스티나 그로제바 외 1명 수상

### 심사위원특별상(장편)
- 라라 - 쟌 올 거스터 수상

### 감독상(장편)
- 패트릭 - 팀 밀란츠 수상

### 여우주연상(장편)
- 라라 - 코리나 하르포히 수상

### 남우주연상(장편)
- 렛 데어 비 라이트 - 밀란 온드리크 수상

### 심사위원특별언급(장편)
- 어거스트 버진 - 호나스 트루에바 수상
- 더 맨 오브 더 퓨쳐 - Antonia Giesen 수상

### 다큐멘터리상
- 이모털 - 크세니아 오크하프키나 수상

### 심사위원특별상(다큐멘터리)
- 컨퓨션 드림 - 미지에 리 수상

### East of the West부문(장편)
- 더 불 - 보리스 아코포프 수상

### East of the West부문(심사위원특별상)
- 마이 쏘츠 아 사일런트 - 안토니오 루키츠 수상

### 관객상
- 지리 슈치: 태클링 라이프 위드 이즈 - 올가 소메로바 수상

### 영화제 위원장상
- 줄리안 무어 수상
- 패트리시아 클락슨 수상

### 카를로비바리 상
- 블라디미르 스무트니 수상

### 공식부문-경쟁
- 어거스트 버진 - 호나스 트루에바
- 더 파더 - 크리스티나 그로제바 외 1명
- 하프-시스터 - 데미안 코졸레
- 라 벨 인디프런스 - 키반츠 세제르
- 라라 - 쟌 올 거스터
- 렛 데어 비 라이트 - 마르코 스코프
- 더 맨 오브 더 퓨쳐 - 펠리페 리오스
- 몬순 - 홍 카우
- 모자이크 포트레이트 - 자이 이샹
- 오드 투 낫띵 - 드웨인 발타자르
- 패트릭 - 팀 밀란츠
- 투 더 스타스 - 마사 스티븐스

### 프록시마 경쟁
- 미스티파이: 마이클 허친스 - 리처드 로웬스타인
- 올드-타이머스 - 마틴 듀섹 외 1명
- 더 트루 어드벤처 오브 울프보이 - 마르탱 크레이시

### 오픈아이즈부문
- 아가스 하우스 - 렌디타 제치라지
- 어레스트 - 안드레이 콘
- 더 불 - 보리스 아코포프
- 어 서튼 카인드 오브 사일런스 - 미셀 호겐오어
- 라스트 비지트 - 압둘모센 알드하바안
- 마몬가 - 스테판 말레세빅
- 마이 쏘츠 아 사일런트 - 안토니오 루키츠
- 노바 리투아니아 - 카롤리스 카우피니스
- 패스드 바이 센서 - 세르하트 카라슬란
- 스칸디나비안 사일런스 - 마르티 헬데
- 사일런트 데이즈 - 파볼 페카르킥
- 지조텍 - 바르디스 마리나키스

### 수평선부문
- 컨퓨션 드림 - 미지에 리
- 더 페이딩 빌리지 - 페이팡 리우
- 이모털 - 크세니아 오크하프키나
- 인 디 암스 오브 모르페우스 - 마크 슈미츠
- 더 라스트 어텀 - 이르사 로카 팬버그
- 오버 더 힐즈 - 마틴 마레첵
- 프로젝셔니스트 - 유리이 실로프
- 스푼 - 라일라 파칼니나
- 업 투 다운 - 나체레노 마누엘 니콜레티
- 17 블록스 - 데이비 로스바트

### 독립영화 포럼부문- 알란 루돌프 헌정
- 아담 - 마리암 투자니
- 어메이징 그레이스 - 알란 엘리어트 외 1명
- 더 코르디예라 오브 드림스 - 파트리시오 구스만
- 데드 돈 다이 - 짐 자무쉬
- 디에고 마라도나 - 아시프 카파디아
- 고스트 타운 앤솔로지 - 드니 코테
- 더 챔피온 - 레오나르도 디아고스티니
- 더 인비저블 라이프 오브 에우리디케 구스마오 - 카림 아이누즈
- 킬링 - 츠카모토 신야
- 라이트 오브 마이 라이프 - 케이시 애플렉
- 미드 90 - 조나 힐
- 올레그 - 유리스 커시에티스
- 우리의 시간 - 카를로스 레이가다스
- 기생충 - 봉준호
- 로호 - 벤자민 나이스타트
- 도주하는 아이 - 노라 핑스체이트
- 더 트레이터 - 마르코 벨로치오
- 아녜스가 말하는 바르다 - 아녜스 바르다
- 화염 속의 세상 - 로베르토 미네르비니
- 웨어에버 유 아 - 보니파시오 앙기우스
- 어 화이트, 화이트 데이 - 흘리뉘르 팔메이슨
- 예스터데이 - 대니 보일
- 파피차 - 모니아 메두르

### 프라하 단편영화제 부문
- 에이리언 - 리들리 스콧
- 안개 - 존 카펜터
- 별장에서 생긴 일 - 베로니카 프랜즈 외 1명
- 매트릭스 - 릴리 워쇼스키 외 1명
- 람보 - 테드 코체프
- 유 마이트 비 더 킬러 - 브렛 시몬스
- 사회로부터 탈출해야 할 7가지 이유 - 에스테브 솔러 외 2명

### 벨기에 영화 초점
- 외계인을 춤추게 하다 - 세바스티앙 페트레티
- 리컨스트럭션 - 지리 하블리체크 외 1명
- 어 스톤 슬로우리 폴스 - 카렌 루메르-클래벌스
- 슈가 앤드 솔트 - 아담 마티넥
- 파동 - 다비드 보작

### 신작부문 - 유망작
- 아폴로 11 - 토드 더글라스 밀러
- 다프네 - 페데리코 본디
- 죽은 자의 아이들 - 켈리 카퍼 외 1명
- 어 독 콜드 머니 - 시무스 머피
- 독스 돈트 웨어 팬츠 - J.P. 발케파
- 파이어 윌 컴 - 올리버 라세
- 갓 이즈 올 데어 이즈 - 안드레아 카치아
- 인 패브릭 - 피터 스트릭랜드
- 어둠으로의 초대 - 가스통 솔니츠키
- 코코-디 코코-다 - 요하네스 니홀름
- 릴리안 - 안드레아 호바스
- 사르가소해의 기적 - 실라스 트조머카스
- 모노스 - 알레한드로 란데스
- 몬스터즈. - 마리우스 울테아누
- 아웃 오브 튠 - 프레더릭 애스폭
- 진정한 사랑 - 클레르 뷔르게
- 더 샤크 - 루시아 가리발디
- 식, 식, 식 - 앨리스 푸르타도
- 덴마크의 자식들 - 울라 살림
- 스티치 - 미로슬라브 테직
- 틀라메스 - 알라 에딘 슬림
- 토마소 - 아벨 페라라
- 재판 - 세르히 로즈니차
- 디 언노운 세인트 - 알라 에딘 알젬

### 2009: 뮤지컬 오디세이
- 플레임즈 오브 로얄 러브 - 얀 네메치
- 인헤리턴스 - 베라 치틸로바
- 이츠 베러 투 비 웰시 앤 헬시 댄 푸어 앤 일 - 유라이 야코비스코
- 렛츠 올 싱 어라운드 - 온드레이 트로얀
- 마리카의 좁은 문 - 필립 렌치
- 스모크 - 토마스 보렐
- 타임 오브 더 서번트 - 이레나 파블라스코바

### 버라이어티지 선정 유럽 감독 10선
- 애프터 더 웨딩 - 바트 프룬디치
- 디 엔드 오브 벌코프 - 이리 스보보다
- 포만 vs. 포만 - 헬레나 트레슈티코바 외 1명
- 지리 슈치: 태클링 라이프 위드 이즈 - 올가 소메로바
- 레이트 나잇 - 니샤 가나트라
- 인생면허시험 - 이자벨 코이젯트
- The Sleepers - Ivan Zacharias
- 스파이더맨: 파 프롬 홈 - 존 왓츠

### 보더라인 필름: 최초 10년
- 더 바르나바스 코스 케이스 - 피터 솔랜
- 비 프리페얼드! - 스바토플룩 인네만
- 화장터 인부 - 유라이 헤르츠
- 우회 - 에드가 G. 울머
- 남편들 - 존 카사베츠
- 메모리: 걸작 에이리언의 기원 - 알렉상드르 오 필립
- 바람의 저편 - 오손 웰즈
- 영광의 길 - 스탠리 큐브릭
- 사탄탱고 - 벨라 타르
- 왓 쉬 세드: 아트 오브 폴린 카엘 - 롭 가버
- 더 화이트 카라반 - 엘다르 쉥겔라야 외 1명

### 체코 영화
- 로스앤젤레스 - 피터 보 라프먼드 외 1명
- 더 글래머러스 보이즈 오브 탕 - 소회우
- 거대한 기묘함 - 조디 맥
- 시간 속의 공간 - 토마스 하이제
- 더 히든 시티 - 빅터 모레노
- 인터비잉 - 마르티나 후그란드 이바노우
- 저스트 돈트 씽크 아윌 스크림 - 프랑크 보베
- 메멘토 스텔라 - 타카시 마키노
- 메테오리트 - 모리시오 사엔즈
- 파레이돌리아 - 난 왕
- Pwdre Ser: 더 로트 오브 스타즈 - 샬롯 프라이스
- 티엑스-리버스 - 비르질 비트리히 외 1명
- 월드 언월드 - 로렌스 아부 함단
- 워터 앤드 클리어링 - 지그프리트 A. 프루하우

### 레바논 영화
- 어나더 챈스 - 에바 토마노바
- 아파트 - 디아나 캠 반 응우옌
- 블러디 페어리 테일즈 - 테레자 코반도바
- 더 케이지 - 이리 스트라흐
- 도터 - 다리아 카쉬치바
- 더 피셔맨 - 바라 안나 스테이스칼로바
- 후르츠 오브 클라우즈 - 카테리나 카란코바
- 골든 스팅 - 라딤 스파첵
- 해피 엔드 - 얀 사스카
- 하이드 엔 시크 - 바르보라 할리로바
- 얀 팔라흐 - 로베르트 세들라체크
- 카렐, 미 앤 유 - 보단 카라섹
- 더 카이트 - 마틴 스마타나
- 미스 하노이 - 즈데넥 빅토라
- 오프 사이드 - 로잘리 코호토바 외 1명
- 온 더 루프 - 이리 마들
- 우먼스 데이 - 예프게니 터푸고브

### 제리 샤츠버그 헌정
- 알렉산드리아, 왜? - 유세프 차이엔
- 더 블레이징 선 - 유세프 차이엔
- 카이로 역 - 유세프 샤힌
- 대디 아민 - 유세프 샤힌
- 다운 오브 어 뉴 데이 - 유세프 샤힌
- 더 데빌 오브 더 데저트 - 유세프 샤힌
- 페어웰 마이 러브 - 유세프 샤힌
- 마이 원 앤드 온리 러브 - 유세프 샤힌
- 돌아온 탕아 - 유세프 샤힌
- 살라딘 - 유세프 샤힌
- 더 식스 데이 - 유세프 샤힌

### 피플 넥스트 도어
- 비욘드 더 노스 윈즈: 어 포스트 뉴클리어 레버리 - 나탈리 쿠비데스-브래디
- 겟 레디 위드 미 - 요나단 엣즐러
- 히 워즈 콜드 카오스 버진스 - 시그네 비르코바
- 더 자라리주 시스터즈 - 조지 칸데나
- 키드 - 그레고르 발렌토비치
- 더 라스트 칠드런 오브 파라다이스 - 안나 롤러
- 플레잉 - 룬 세브닉
- 프레셔스 - 이르판 아브디치
- 시지 - 이스트반 코박스
- 터치 미 - 에일린 번

### 메이드 인 텍사스
- 어둠 속의 자유 - 야첵 루신스키
- 돈 워리, 히 원트 겟 파 온 풋 - 구스 반 산트
- 마리 이야기: 손끝의 기적 - 장 피에르 아메리
- 미미 앤 리사 - 크리스마스 라이트 미스터리 - 카타리나 케레케소바
- 롤링 투 유 - 프랑크 두보슥
- 원더스트럭 - 토드 헤인즈